# Tạ Hòa Phương
Tạ Hòa Phương (sinh năm 1949), hay còn được gọi là Tạ Phương, là một giáo sư, tiến sĩ Địa chất học, hiện đang là Chủ tịch Hội Cổ sinh - Địa tầng Việt Nam. Đồng thời ông cũng là một nhà thơ và là hội viên của Hội Nhà văn Việt Nam.

## Sự nghiệp
Năm 1966, ông được cử sang Liên Xô du học tại Trường Đại học Tổng hợp Quốc gia Voronezh, theo học chuyên ngành Địa chất.
Năm 1972, ông trở về nước nước và được phân công giảng dạy tại trường Đại học Tổng Hợp Hà Nội (nay là trường Đại học Khoa học Tự nhiên, Đại học Quốc gia Hà Nội)
Năm 2003, ông đảm nhận viết phần địa chất trong hồ sơ Di sản Vườn Quốc gia Phong Nha - Kẻ Bàng đệ trình UNESCO xét công nhận là Di sản thiên nhiên thế giới.
Năm 2013 ông được mời tham gia cuộc thám hiểm hang Sơn Đoòng lớn nhất thế giới cùng đoàn làm phim khoa học của Hong Kong TV.
Năm 2018, ông thực hiện đề tài nghiên cứu đánh giá các giá trị nổi bật, ngoại hạng của Vườn Quốc gia Phong Nha-Kẻ Bàng qua những bức ảnh.
Năm 2019, ông cho ra cuốn sách Thiên đường hang động Quảng Bình qua những bức ảnh chụp được trong các chuyến đi.

### Tác phẩm
- Biển Thức, Nhà xuất bản Văn học, 1995[7]
- Hồn đá (thơ, NXB Tác phẩm mới, 2004)
- Thơ Tạ Phương (NXB Hội nhà văn, 2019
- Tiếng Vọng, Nhà xuất bản Văn học, 2003[8]

### Dịch tác phẩm
- Mặc chó cứ sủa (tiểu thuyết, Wild Herbert, Pháp, NXB Lao động, 2005, 320 tr; tái bản NXB Hội Nhà văn, 2020)
- Thơ trữ tình (Puskin, Lermontov &amp; Esenin) (tuyển thơ dịch từ tiếng Nga, NXB Hội nhà văn, 2004)
- Những đỉnh cao thơ Nga (tuyển thơ dịch từ tiếng Nga, NXB Văn học, 2010)
- Thơ trữ tình S. Esenin (tuyển thơ dịch từ tiếng Nga, NXB Văn học, 2015)
- Thơ Nga từ một góc nhìn (tuyển thơ dịch từ tiếng Nga, NXB Hội nhà văn, 2019)
- Thơ trữ tình A.X. Puskin (tuyển thơ dịch từ tiếng Nga, NXB Hội nhà văn, 2019)
- Thơ trữ tình M. Lermontov (tuyển thơ dịch từ tiếng Nga, NXB Hội nhà văn, 2019)
- Thơ trữ tình A. Akhmatova (tuyển thơ dịch từ tiếng Nga, NXB Hội nhà văn, 2019